# Nikolai Alexandrowitsch Kulibin

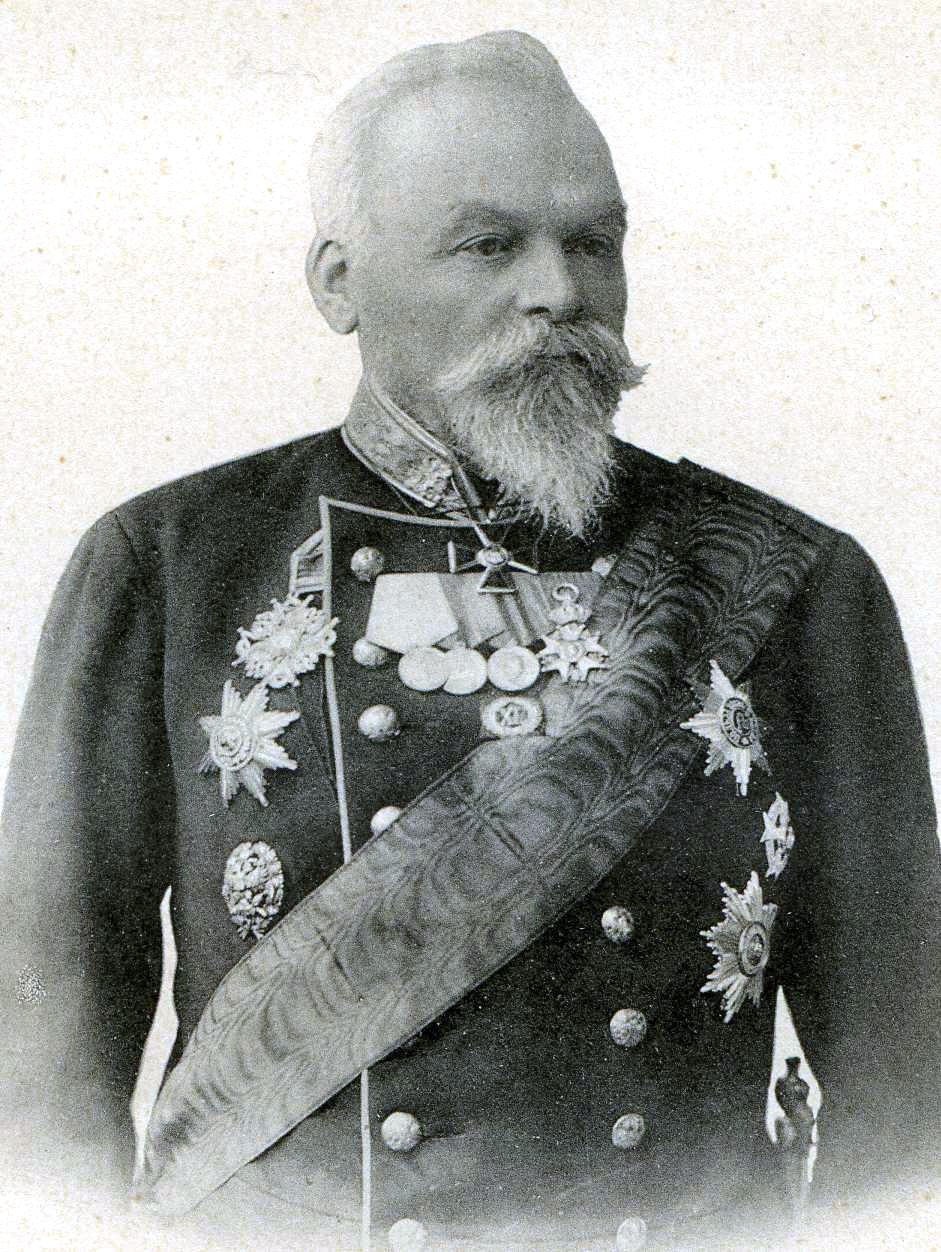
Nikolai Alexandrowitsch Kulibin

Nikolai Alexandrowitsch Kulibin (russisch Николай Александрович Кулибин; * 6. Apriljul. / 18. April 1831greg. in Smeinogorsk; † 28. Märzjul. / 10. April 1903greg. in St. Petersburg) war ein russischer Bergbauingenieur und Hochschullehrer.

## Leben
Kulibins Vater Alexander Iwanowitsch Kulibin war Bergbauingenieur, Heimatforscher und Dichter. Kulibins Großvater war der Erfinder Iwan Petrowitsch Kulibin. Nachdem sein Vater 1837 durch einen Jagdunfall zu Tode gekommen war, erhielt Kulibin durch kaiserlichen Ukas eine Ausbildung auf Staatskosten. Das Studium am Institut des Bergbauingenieur-Korps (IKGI) in St. Petersburg schloss er 1851 als Bester mit einer Goldmedaille ab. Darauf wurde er als Porutschik zur Gold-Prospektion in den Altai geschickt. 1852 wurde er Assistent des Geschäftsführers des Barnauler Laboratoriums.
Im August 1853 wurde Kulibin auf kaiserlichen Befehl zur Weiterbildung für zwei Jahre ins Ausland geschickt. Er studierte an der Bergakademie Freiberg Mineralogie, Metallurgie, Geologie und Chemie bei August Breithaupt, Carl Friedrich Plattner, Bernhard von Cotta, Franz Wilhelm Fritzsche und Theodor Richter.
1855–1882 lehrte Kulibin am IKGI Metallurgie und Probierkunst, Halurgie, Bergkunst und Bergbau-Statistik. Als 1866 das IKGI das Bergbau-Institut wurde, lehrte er dort als Professor. Im Dezember 1880 wurde er zum Verdienten Professor des Bergbau-Instituts ernannt. Ab 1856 lehrte Kulibin auch am St. Petersburger Technologie-Institut, am Forstinstitut und an der Marine-Akademie. Kulibin trug wesentlich zur Aufklärung der metallurgischen Prozesse im Hochofen bei. Zu seinen Schülern gehörten Alexander Petrowitsch Karpinski, Feodossi Nikolajewitsch Tschernyschow, Jewgraf Stepanowitsch Fjodorow und Iwan Wassiljewitsch Muschketow. Kulibin war der Chemie-Lehrer des Großfürsten Sergei Alexandrowitsch. 1863 wurde Kulibin zum Kapitan und 1866 zum Oberst befördert.
Als im April 1864 der Adelsmarschall des Gouvernements Tambow den Finanzminister um einen Experten für die Suche nach Steinkohle und Eisenerz im Gouvernement bat, wurde Kulibin von seinen sommerlichen Dienstpflichten befreit und zur Durchführung von geognostischen Untersuchungen in das Gouvernement Tambow geschickt.
Kulibin nahm 1867 an der Pariser Weltausstellung und 1873 an der Wiener Weltausstellung teil. Im Januar 1874 wurde er zum Wirklichen Staatsrat (4. Rangklasse, verbunden mit dem erblichen Adel) ernannt. 1875 wurde er Geschäftsführer des Laboratoriums des Bergbau-Departements des Finanzministeriums. 1876 wurde er Mitglied des Wissenschaftlichen Bergbau-Komitees und des Rats für Handel und Manufakturen.
1882–1891 war Kulibin Direktor des Bergbau-Departements als Nachfolger Franz Iwanowitsch Rassellis. Er leitete eine Reihe von Kommissionen zur Wiederherstellung und Reorganisation von Mineralwasser-Quellen und Heilstätten im Kaukasus. Die Uraler Bergbau-Verwaltung wurde reorganisiert, und dementsprechend wurden Bergbau-Verwaltungen in anderen Bergbau-Gebieten eingerichtet, so dass das Departement nun auch direkt für die Verwaltung des Bergbaus im Kaukasus und in Transbaikalien zuständig war. Neue Regeln betrafen die private Bergbau-Industrie auf Staatsgrund, den Torfabbau durch Privatpersonen, Goldgewinnung aus Schutthalden, die Behandlung von Schmucksteinen, die Verbesserung der Lage der Arbeiter in der russischen Goldindustrie u. a. Kulibins Nachfolger wurde Konstantin Apollonowitsch Skalkowski.
Kulibin wurde schließlich Wirklicher Geheimer Rat (2. Rangklasse).
Kulibins Sohn Sergei (1862–1899) war Bergbauingenieur und Historiker.
Kulibin wurde auf dem Smolensker Friedhof begraben.

## Ehrungen
- Sankt-Stanislaus-Orden II. Klasse (1866)
- Ritter der Ehrenlegion (1867)
- Russischer Orden der Heiligen Anna II. Klasse mit Kaiserkrone (1870)
- Orden des Heiligen Wladimir III. Klasse (1879)